# Cima Garlenda
La Cima Garlenda es una montaña de los Alpes Ligures que mide 2.141 m s. n. m. Después del monte Saccarello y el Frontè es la tercera montaña más alta de Liguria, en Italia.

## Geografía
La montaña se encuentra en la provincia de Imperia (Liguria). 
Según la clasificación SOIUSA, la Cima Garlenda pertenece:
- Gran parte: Alpes occidentales
- Gran sector: Alpes del sudoeste
- Sección: Alpes Ligures
- Subsección: Alpes del Marguareis
- Supergrupo: Cadena del Saccarello
- Grupo: Grupo del Monte Saccarello
- Subgrupo: Nudo del Monte Saccarello
- Código: I/A-1.II-B.2.a

La Cima Garlenda está ubicada sobre la línea divisoria a través de dos cuencas hidrográficas: la del Tanaro (el principal afluente de la margen derecha del río Po) y la del río Arroscia, que desagua en el mar de Liguria. 

## Ascenso a la cima
Escalar la Cima Garlenda es muy fácil, y puede seguirse la ruta de la Alta Via dei Monti Liguri casi hasta la cima de la montaña.

## Refugios de montaña
- Rifugio Sanremo (2.054 m)